# Bub Carrington
Carlton Kaleel "Bub" Carrington III (Baltimore, 21 de julho de 2005) é um jogador profissional de basquetebol norte-americano, que atualmente joga no Washington Wizards da National Basketball Association (NBA).
Ele jogou basquete universitário pela Universidade de Pittsburgh e foi selecionado pelo Portland Trail Blazers como a 14.ª escolha geral do draft da NBA de 2024 antes de ser negociado com o Wizards durante o draft.

## Carreira no ensino médio
Carrington nasceu como o terceiro em sua família com o mesmo nome e foi apelidado de "Lil' Bub" após o apelido de seu pai, um treinador de basquete, mais tarde encurtado para apenas "Bub". Ele frequentou a Saint Frances Academy em Baltimore, onde jogou basquete, beisebol e futebol americano. Ele marcou mais de 2.000 pontos em sua carreira no ensino médio e após seu terceiro ano se comprometeu a jogar basquete universitário pela Universidade de Pittsburgh, sendo classificado pela 247Sports como um recruta de quatro estrelas, o 99º melhor recruta geral e o terceiro melhor jogador do estado.

## Carreira universitária
Carrington se juntou a Universidade de Pittsburgh na temporada de 2023–24 e se tornou titular imediato. Ele foi titular na abertura da temporada regular contra North Carolina A&T e registrou 18 pontos, 12 rebotes e 10 assistências, sendo o primeiro triplo-duplo em uma estreia na história da universidade e o segundo na história da Atlantic Coast Conference (ACC), sendo também o primeiro no geral a realizar o feito em Pittsburgh desde 1998. Ele foi nomeado o Novato da Semana da ACC e ganhou novamente na semana seguinte, sendo o primeiro jogador de Pittsburgh a ganhar consecutivamente desde a temporada de 2007–08.

## Carreira profissional

### Washington Wizards (2024–Presente)
Em 26 de junho de 2024, Carrington foi selecionado pelo Portland Trail Blazers como a décima quarta escolha geral no draft da NBA de 2024. Mais tarde, ele foi negociado, ao lado de Malcolm Brogdon, para o Washington Wizards por Deni Avdija. Em 7 de julho, ele assinou um contrato de 4 anos e US$21.2 milhões com os Wizards.
Durante a Summer League de 2024, Carrington jogou em cinco jogos e teve médias de 15,8 pontos, 7,4 rebotes e 5,2 assistências.

## Estatísticas da carreira

### Universidade
| Ano     | Equipe     | PJ | PT | MPJ  | AP   | 3P   | LL   | RT  | AS  | BR | TO | PPJ  |
| ------- | ---------- | -- | -- | ---- | ---- | ---- | ---- | --- | --- | -- | -- | ---- |
| 2023–24 | Pittsburgh | 33 | 33 | 33.2 | .412 | .322 | .785 | 5.2 | 4.1 | .6 | .2 | 13.8 |

## Prêmios e homenagens
NBA
- NBA All-Rookie Team:
  - Segundo time: 2025[16]